# Nereida (satélite)
Nereida (del griego: Νηρηΐδα), también conocido como Neptuno II, es un satélite natural de Neptuno, el tercero en tamaño de los satélites neptunianos y el satélite con la órbita más excéntrica del sistema solar. Fue descubierto por Gerard Kuiper en 1949, siendo el segundo satélite en ser descubierto.

## Descubrimiento y nombramiento
Nereida fue descubierto el 1 de mayo de 1949 por Gerard P. Kuiper en placas fotográficas tomadas con el telescopio de 82 pulgadas del Observatorio McDonald. Kuiper propuso el nombre en el informe de su descubrimiento. Lleva el nombre de las Nereidas, ninfas marinas de la mitología griega y asistentes del dios Neptuno. Fue el segundo y último satélite de Neptuno descubierto antes de la llegada de la Voyager 2 (sin contar una sola observación de una ocultación realizada por Larisa en 1981).

## Características físicas
Nereida es el tercer satélite más grande de Neptuno, tiene un radio medio de unos 180 kilómetros y se desconoce su forma. Nereida es un satélite bastante grande para ser considerado un satélite irregular. Nereida es similar en tamaño a Mimas, satélite de Saturno, aunque Nereida es más denso. Desde 1987, algunas observaciones fotométricas de Nereida han detectado grandes variaciones (de ~1 de magnitud) de su brillo, que pueden ocurrir a lo largo de años y meses, y en ocasiones hasta en unos pocos días. Estas variaciones persisten incluso después de una corrección por efectos de distancia y fase. Por otro lado, no todos los astrónomos que han observado a Nereida han notado tales variaciones, esto significa que pueden ser bastante caóticos. Hasta la fecha no existe una explicación creíble de las variaciones, pero, si existen, probablemente estén relacionadas con la rotación de Nereida. La rotación de Nereida podría estar en estado de precesión forzada o incluso en una rotación caótica (como Hiperión) debido a su órbita altamente elíptica.
En 2016, las observaciones ampliadas con el telescopio espacial Kepler mostraron solo variaciones de amplitud baja (0.033 magnitudes). Los modelos térmicos basados en observaciones infrarrojas de los telescopios espaciales Spitzer y Herschel sugieren que Nereida está sólo moderadamente alargado con una relación de aspecto de 1.3:1, lo que desfavorece la precesión forzada de la rotación. El modelo térmico también indica que la rugosidad de la superficie de Nereida es muy alta, probablemente similar a la del satélite saturniano Hiperión.
Espectralmente, Nereida parece de color neutro y se ha detectado hielo en su superficie. Su espectro parece ser intermedio entre Titania y Umbriel, ambos satélites de Urano, lo que sugiere que la superficie de Nereida está compuesta de una mezcla de hielo y algún material espectralmente neutro. El espectro es marcadamente diferente al de los planetas menores del sistema solar exterior, los centauros Folo, Quirón y Cariclo, lo que sugiere que Nereida se formó alrededor de Neptuno en lugar de ser un cuerpo capturado.
Halimede, que muestra un color gris neutro similar, puede ser un fragmento de Nereida que se separó durante una supuesta colisión.

## Órbita y rotación

La órbita altamente excéntrica de Nereida alrededor de Neptuno.

Nereida orbita a Neptuno en dirección prógrada a una distancia promedio de 5 504 000 kilómetros, pero su alta excentricidad de 0.749 lleva a su órbita a estar tan cerca (1 381 500 kilómetros) como tan lejos (9 626 500 kilómetros).
La órbita inusual sugiere que Nereida puede ser un asteroide o un objeto del cinturón de Kuiper capturado, o que fue un satélite interior en el pasado y fue perturbado durante la captura de Tritón, el satélite más grande de Neptuno. Si esto último es cierto, puede ser el único satélite superviviente del conjunto de satélites regulares originales de Neptuno (antes de la captura de Tritón).
En 1991, se determinó un período de rotación de Nereida de aproximadamente 13.6 horas mediante un análisis de su curva de luz. En 2003, se midió otro período de rotación de aproximadamente 11.52 ± 0.14 horas. Sin embargo, esta determinación fue cuestionada más tarde, y otros investigadores durante un tiempo no lograron detectar ninguna modulación periódica en la curva de luz de Nereida a partir de observaciones terrestres. En 2016, se determinó un período de rotación claro de 11.594 ± 0.017 horas basándose en observaciones con el telescopio espacial Kepler.

## Exploración
La única sonda espacial que visitó Nereida fue la Voyager 2, que pasó a una distancia de 4 700 000 kilómetros entre el 20 de abril y el 19 de agosto de 1989. La Voyager 2 obtuvo 83 imágenes con precisiones de observación de 70 a 800 kilómetros. Antes de la llegada de la Voyager 2, las observaciones de Nereida se habían limitado a observaciones terrestres que sólo podían establecer su brillo intrínseco y sus elementos orbitales. Aunque las imágenes obtenidas por la Voyager 2 no tienen una resolución lo suficientemente alta como para permitir distinguir las características de la superficie, pudo medir el tamaño de Nereida y descubrió que era de color gris y tenía un albedo más alto que los otros satélites pequeños de Neptuno.